# 영국 내무부

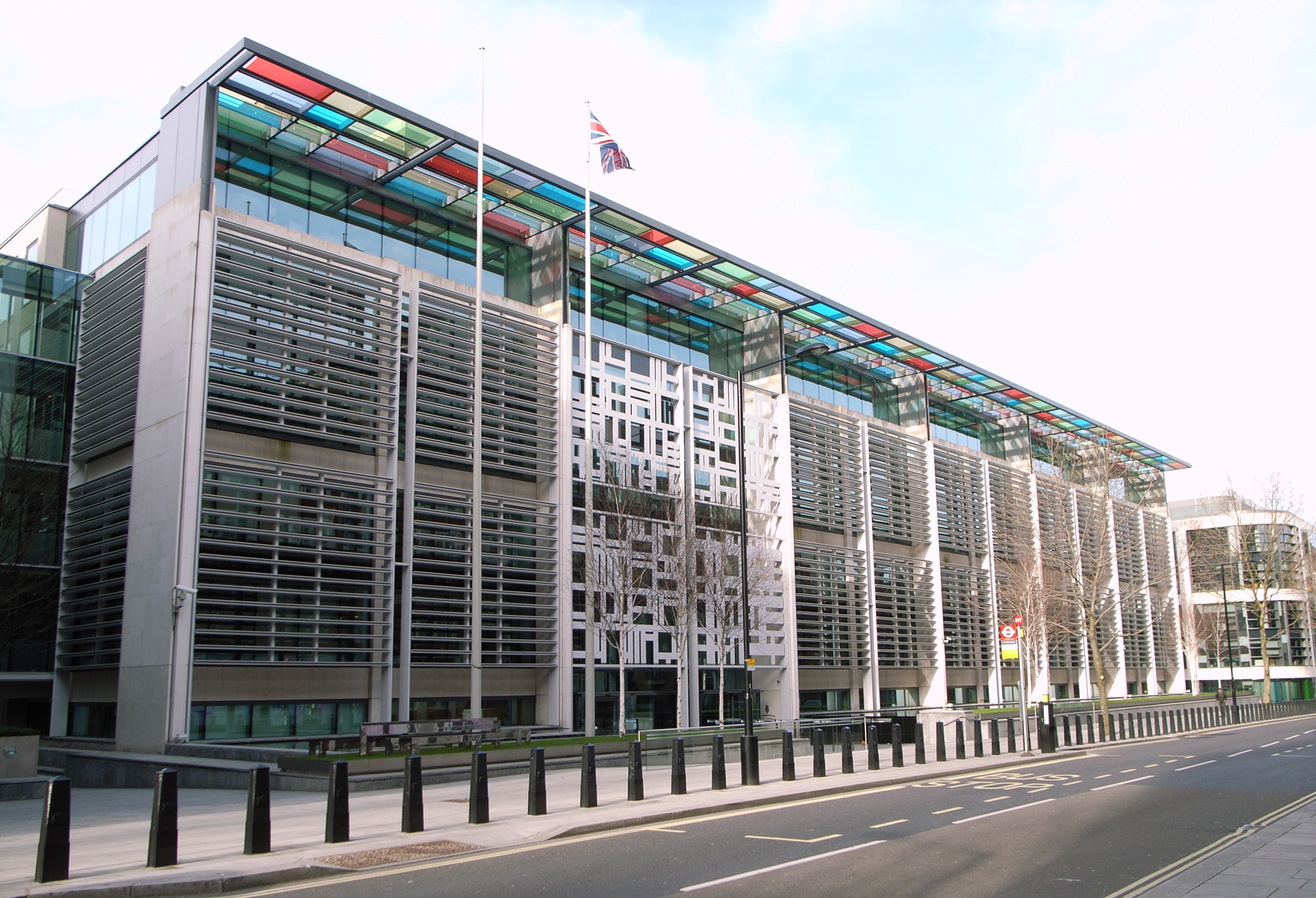
영국 내무부 본부로 사용되고 있는 마셤가 2번지

영국 내무부(Home Office, HO)는 이민, 안보, 법집행 부문을 관장하는 영국 정부의 중앙부처이다. 잉글랜드와 웨일스 지역의 경찰 부문, 잉글랜드의 화재 응급서비스 부문, 비자와 이민, 정보기관 (MI5) 활동을 책임진다. 마약이나 대테러 활동, 신분증 같은 국가안보에 직결되는 정책도 수립한다. 예전에는 교정과 보호관찰도 관장하였으나 현재는 영국 법무부가 담당하고 있다.
내무부의 수장은 영국 내무장관 (Home secretary)로, 중대국무공직으로 취급되며 정부 서열 4위에 해당된다. 현 내무장관은 2019년에 취임한 프리티 파텔이다.

## 산하조직
영국 내무장관을 수장으로 산하 사무차관이 보좌한다. 2014년 10월 기준으로 영국 내무부의 산하조직은 다음과 같다.

### 비장관급 정부부처
- 국립범죄청 (National Crime Agency, NCA)
- 정보청 (Security Service, MI5)

### 사찰 / 책임기관
- 경찰소방응급 감찰관 (Her Majesty's Inspectorate of Constabulary and Fire & Rescue Services)
- 국경이민국 독립감찰관 (Independent Chief Inspector of Borders and Immigration)
- 치안집행독립국 (Independent Office for Police Conduct)

### 산하부서
- 국경통제국 (Border Force)
- 여권국 (HM Passport Office)
- 이민단속국 (Immigration Enforcement)
- 기업지원국 (Corporate Services)
- 비자이민국 (UK Visas and Immigration)
- 안보대테러국 (Office for Security and Counter-Terrorism)

### 비정부부처 공공기관
- 약물남용 자문위원회 (Advisory Council on the Misuse of Drugs)
- 동물실험위원회 (Animals in Science Committee)
- 범죄경력조회 (Disclosure and Barring Service, DBS)
- 부정고용 노동착취감시기구 (Gangmasters and Labour Abuse Authority)
- 독립경찰진정위원회 (Independent Police Complaints Commission, IPCC)
- 개인정보법원 (Investigatory Powers Tribunal)
- 이민자문위원회 (Migration Advisory Committee)
- 국립DNA데이터베이스윤리기구 (National DNA Database Ethics Group)
- 감시위원회 (Office of Surveillance Commissioners)
- 출입국관리위원회 (Office of the Immigration Services Commissioner)
- 잉글랜드 웨일스 경찰자문위원회 (Police Advisory Board for England and Wales)
- 경찰징계항소법원 (Police Discipline Appeals Tribunal)
- 경찰보수심의기구 (Police Remuneration Review Body)
- 보안산업국 (Security Industry Authority, SIA)
- 감시카메라위원회 (Surveillance Camera Commissioner)
- 기술자문위원회 (Technical Advisory Board)

## 장관 및 차관
2019년 현재 내무부의 장관과 차관은 다음과 같다.
| 장관                   | 직책                                                  | 소관업무 |
| ---------------------- | ----------------------------------------------------- | --- |
| 프리티 파텔 의원       | 내무장관                                              | 내무부 총괄책임, 부서별 소관업무 전반 책임 및 차관 감독, 내각 참여, 국가안보회의 (NSC) |
| 대미언 하인즈 의원     | 보안 부장관                                           | 테러 대비·예방·추적·보호의 대테러 활동, 강력조직범죄, 사이버 범죄, 금융범죄, 적대국가활동, 왕실 및 귀빈 경호, 온라인 피해, 공동여행구역, 항공 및 해양 보안, 브렉시트 집행, 화재대응, 그렌펠 타워 화재 참사, 홍수·허리케인·자연재난 구호, 보안을 고려한 코로나19 규제 보장 (밀집장소, 내부위협, 데이터 유지 확대), 코로나19 관련 사기 감독, MI5 총괄. |
| 킷 몰트하우스 의원     | 범죄 경찰업무 부장관                                  | 경찰, 범죄, 담당구역, 사법제도, 대중보호와 저항, 첩보경찰, 경찰소방응급 감찰관 (HMICFRS), 치안기술, 경찰권한, 안면인식, 중대사건, 축구대회 치안유지, 재범, 미허가 야영지, 화기 문제, 중대 폭력사건, 약물과 알코올 문제. |
| 트래퍼드 윌리엄스 남작 | 극단주의대응 부장관                                   | 귀족원(영국 상원) 내 내무부 소관업무, 예산심의 총괄운영 대표, 데이터와 신원, 지원자, 응급서비스망 포함 디지털 기술, 공공약속, 후원단체, 극단주의 대응, 증오범죄, 과학수사와 DNA |
| 그린핼프 경            | 안전지역사회수립 부장관 (주택지역사회지방정부부 공동) | 안전수립 프로그램, 그렌펠 참사 복구 및 공적조사, 회복 및 비상대책 담당, 임차권 및 자유보유권 남용, 신념과 지역사회, 홀로코스트 추모 |
| 레이첼 맥린 의원       | 보호담당 원내차관                                     | 현대판 노예제와 국가소개 매커니즘, 가정학대, 여성할례와 결혼 강요 등의 여성 및 소녀 대상 폭력, 어린 청소년의 심각폭력 관여 문제, 범죄경력조회 (DBS), 범죄 피해자, 아동성폭행과 아동착취, 아동성폭력 사건에 대한 독립조사, 부정고용 노동착취감시기구, 성폭행, 반사회적 행동, 성매매, 스토킹, 인터넷 보안/위프로텍트, 테러 피해자, 보안산업국          |
| 케빈 포스터 의원       | 이민 및 미래국경담당 원내차관                         | 이민점수제도와 디지털 보안국경 (전자여행국)의 설계 및 보완, 카운트인과 카운트아웃, 현행 및 차후 비자제도와 수수료, 글로벌비자 운영, 순이동, 이민규정, 이민제도 간소화, 출국검사, EU 정착 계획, 이민제도 사례조사, 영국 비자이민국, 영국 여권국과 국경이민시민권제 (BICS) 정책책임, 국경보건조치 (범정부 정책, 영국 교통부 주도)                      |
| 톰 펄스글러브 의원     | 이민규정 및 법원담당 원내차관 (법무부 공동)           | 규정준수 환경, 구금과 소환, 외국인, 국가범죄자, 불법체류 대책, 해외 개발원조, 이민집행국, 망명, 정착, 맞춤형 사회복지, 국적, 동물 (야생동물 불법거래), 국경경찰 및 이민집행기관 후원 |